# Dokaticzewo
Dokaticzewo (bułg. Докатичево) – wieś w południowo-zachodniej Bułgarii, w obwodzie Błagojewgrad, w gminie Simitli. Według danych Narodowego Instytutu Statystycznego, 31 grudnia 2011 roku wieś liczyła 7 mieszkańców.

## Historia
W 1891 roku Georgi Strezow napisał o wsi: 

Dokaticzewo, znajduje się blisko Krupnika, mała wioska z piętnastoma domami. Tu jest uczciwe z okolicznych wiosek. Ma cerkiew, w której czyta się po słowiańsku, w bułgarskiej szkole z dziesięcioma uczniami

.